# Tylenchia
Tylenchia — підклас нематод класу Сецернентії (Secernentea).
До підкласу відносять два ряди:
- - Ряд Aphelenchida
  - Ряд Tylenchida

Деякі дослідники відносять підклас Tylenchia до підкласу Rhabditia.